# دموکرات‌های متحد
دموکرات‌های متحد (Ενωμένοι Δημοκρατές) حزبی سیاسی لیبرال در قبرس است.
حزب در سال ۱۹۹۶ تأسیس شد.
رهبر حزب جورج وسیلو است.
در انتخابات مجلس ۲۰۰۶ حزب ۷۶۵۶ رای (۱.۶%) دریافت کرد. ولی حزب موفق به کسب هیچ کرسی در مجلس نشد.